# フノス

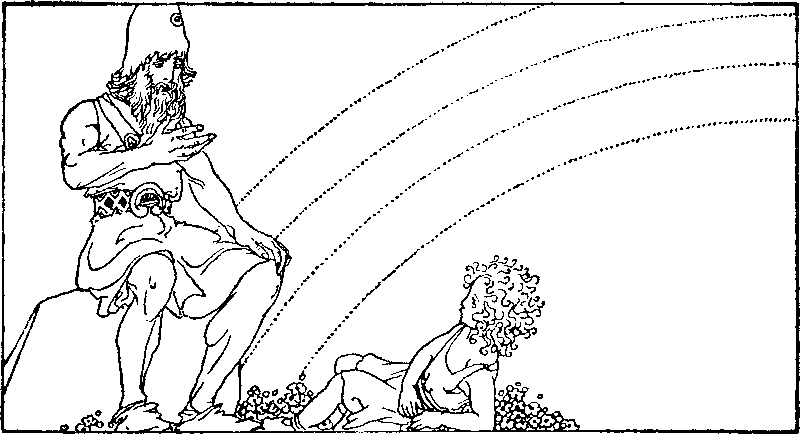
ウィリー・ポガニーが1920年に描いたヘイムダルとフノス。このイラストを挿絵としている書籍『北欧神話』（日本語訳。岩波少年文庫、97-99頁）では、フノス（フノッサ）は行方不明となった父オーズ（オーズル）と母フレイヤを再会させられるのが自分であることから、父の帰還を真っ先に見つけられるようにいつもビフレストの側にいた。そしてヘイムダルと一緒にいることを好み、彼から万物がどのようにできたかなどさまざまな話を聞いたとされている。

フノス（またはフノッサ。Hnoss、Hnos など）は、北欧神話に登場する愛の女神フレイヤとその夫オーズの間に生まれた娘である。古ノルド語でその名前は「宝」または「宝石」を意味する。

## 概要
『スノッリのエッダ』第一部『ギュルヴィたぶらかし』には、彼女が非常に美しいことから北欧人が美しい人を「フノスのように美しい」と称するという趣旨のことが書かれている。
また、人々が美しい物を「フノシル(Hnossir)」と呼んだともいわれている。
『ユングリング家のサガ』第10章によると、姉妹はゲルセミとされている。
二人がともに美しかったことから、人々は高価な物をフノスとゲルセミの名に由来して呼んだともいわれている。
フノスはアースガルズに住む神々の中で最も若く、町の中のどの御殿を訪れても、喜んで迎え入れられ、自由に遊びに行くことが出来た。

## ケニング
フノスに関する次のようなケニングの用例がみられる。
- 詩人エイナルによる、フノス→宝の用例
  - ヴァンの花嫁（フレイヤ）のしたたかなる娘
  - ゲヴン（フレイヤ）の娘
- 詩人エイナルによる、フノス→宝→斧の用例
  - ホルン（フレイヤ）の黄金にて飾られたるめぐし子
  - フレイの姪
  - ニョルズの娘（フレイヤ）の子

ほかに、フレイヤを「フノスの母」と呼ぶ用例がある。